# Eugen Brikcius
Eugen Brikcius (* 30. srpna 1942, Praha) je český spisovatel píšící rovněž latinsky, básník, filozof, esejista a výtvarník.

## Život
Po maturitě vystřídal mnoho zaměstnání (byl mj. přidavačem, řidičem, pomocným dělníkem nebo programátorem). V letech 1966 až 1968 dálkově studoval filozofii a sociologii na Filozofické fakultě Karlovy Univerzity v Praze, v letech 1968–1970 studoval filozofii na University College v Londýně, na konci šedesátých let pořádal happeningy, v sedmdesátých letech se živil jako výtvarník ve svobodném povolání. V letech 1973–1974 byl osm měsíců vězněn za hanobení Sovětského svazu. V roce 1976 podepsal prohlášení Charta 77 a v lednu 1980 se z politických důvodů vystěhoval do Rakouska. Studia dokončil v roce 1982 disertační prací Ontological Argument. V roce 1984 se oženil se Zuzanou, se kterou se mu narodil syn Eugen. Dnes je ve svobodném povolání a žije mezi Prahou a Vídní. Po roce 1990 navázal na své happeningy organizováním „konceptuálních akcí“. Se svou ženou Zuzanou pořádá v Praze každoročně Literární výlety a od roku 2007 pouliční plakátové výstavy slovem i obrazem. Je členem mezinárodního PEN klubu.
Dvě z jeho dětí, Anna a František, jsou violoncellisté. Jeho třetím potomkem je syn Eugen ml.

## Dílo
- 1979 Nuda in cactum (Holou na kaktus), Circum venit baculum (Chodí pešek okolo) (sbírky latinsky psaných básní vydané v samizdatu)
- 1991 Vyložení umělci aneb Kunsthistorické pohádky - k přečtení on-line na Art for Good nový život výstav Archivováno 28. 11. 2018 na Wayback Machine.
- 1992 Sebraný spis
- 1993 Poslyšte osobo
- 1993 Cadus rotundus = Sud kulatý (latinské básně v překladu Pavla Šruta a Šrutovy básně v Brikciově překladu do latiny)
- 1995 Útěcha z mystifikace
- 2000 Eugeniální verše
- 2002 Sny Eugena Brikciuse (knižní podoba stejnojmenného pořadu ČT z roku 2001)
- 2003 Spanilá jízda a jiné krásné prózy
- 2004 Řecká modř (výbor z nepublikovaných veršů vydal Spolek českých bibliofilů)
- 2005 Rozmarné volání
- 2008 Z milosti těla
- 2010 Mesón El Centro
- 2011 Spouštění s milou
- 2012 Platný příběh
- 2012 Můj nejlepší z možných životů
- 2013 A tělo se stalo slovem (souborná rekapitulace esejistického a básnického díla)
- 2014 Jen se mi neprobuď ze sna
- 2016 Nepředmětná odysea
- 2017 Postila
- 2018 Ontologický důkaz
- 2021 Eugen Brikicus uvádí (soubor rozhovorů, ed. Radim Kopáč)
- 2022 Román
- 2022 Leopoldiana